# TAS2R3
TAS2R3 (англ. Taste 2 receptor member 3) – білок, який кодується однойменним геном, розташованим у людей на короткому плечі 7-ї хромосоми. Довжина поліпептидного ланцюга білка становить 316 амінокислот, а молекулярна маса — 35 915.
| 10         |  | 20         |  | 30         |  | 40         |  | 50         |
| ---------- |  | ---------- |  | ---------- |  | ---------- |  | ---------- |
| MMGLTEGVFL |  | ILSGTQFTLG |  | ILVNCFIELV |  | NGSSWFKTKR |  | MSLSDFIITT |
| LALLRIILLC |  | IILTDSFLIE |  | FSPNTHDSGI |  | IMQIIDVSWT |  | FTNHLSIWLA |
| TCLGVLYCLK |  | IASFSHPTFL |  | WLKWRVSRVM |  | VWMLLGALLL |  | SCGSTASLIN |
| EFKLYSVFRG |  | IEATRNVTEH |  | FRKKRSEYYL |  | IHVLGTLWYL |  | PPLIVSLASY |
| SLLIFSLGRH |  | TRQMLQNGTS |  | SRDPTTEAHK |  | RAIRIILSFF |  | FLFLLYFLAF |
| LIASFGNFLP |  | KTKMAKMIGE |  | VMTMFYPAGH |  | SFILILGNSK |  | LKQTFVVMLR |
| CESGHLKPGS |  | KGPIFS     |  |            |  |            |  |            |

A: Аланін

C: Цистеїн

D: Аспарагінова кислота

E: Глутамінова кислота

F: Фенілаланін

G: Гліцин

H: Гістидин

I: Ізолейцин

K: Лізин

L: Лейцин

M: Метіонін

N: Аспарагін

P: Пролін

Q: Глутамін

R: Аргінін

S: Серин

T: Треонін

V: Валін

W: Триптофан

Кодований геном білок за функціями належить до рецепторів, g-білокспряжених рецепторів, білків внутрішньоклітинного сигналінгу. 
Локалізований у мембрані.